# LG Optimus (gốc)
LG Optimus, còn được biết đến với tên gọi LG Optimus GT540, LG GT540 Swift và LG Loop GT540, là một điện thoại thông minh Android tầm trung do LG Electronics thiết kế và sản xuất. Chạy Android 1.6 Donut khi phát hành, thiết bị có thể được cập nhật chính thức lên Android 2.1 Eclair thông qua một bản cập nhật phần mềm của LG.
Optimus được thiết kế cho người dùng điện thoại thông minh lần đầu và có sẵn với 4 màu: đen, trắng, hồng và bạc. Được công bố vào tháng 4 năm 2010, nó có mặt ở các nhà cung cấp dịch vụ không dây trên toàn thế giới. Thiết bị nhận được nhiều nhận xét tích cực. Mặc dù không có phần cứng vượt trội, thiết bị hoạt động khá tốt với mức giá hợp lý của nó.

## ROM tùy biến
App lập trình giải mã LG Optimus gốc sang ngôn ngữ Việt